# Charles Cousin-Montauban
Charles Guillaume Marie Appollinaire Antoine Cousin-Montauban, první hrabě z Palikao (24. června 1796 Paříž – 8. ledna 1878 Paříž) byl francouzský voják a politik, který strávil 24 dnů v pozici ministra války a zároveň předsedy vlády. Během této doby se mu však v roce 1870 nepodařilo zabránit katastrofální francouzské porážce v prusko-francouzské válce a tím i pádu druhého císařství.

## Život
V roce 1814 vstoupil do osobní stráže císařova bratra. Roku 1815 vstoupil do armády. Roku 1823 se zúčastnil výpravy do Španělska, jejímž cílem bylo vrátit trůn Ferdinandovi VII. V letech 1831 až 1857 sloužil u jezdectva v Alžírsku. Jako plukovník v roce 1847 zajal Abd al-Kádira. Roku 1855 byl jmenován divizním generálem. Ve stejném roce byl poslán na frontu krymské války. V roce 1859 byl vybrán, aby vedl francouzské jednotky v anglo-francouzské expedici do Číny (druhá opiová válka). Roku 1860 dobyl Peking. Jeho vedení operací neuniklo kritice, ale v roce 1862 obdržel od Napoleona III. titul hraběte de Palikao (neboť se vyznamenal v bitvě u Palikao) a byl jmenován senátorem. Tvrzení, že získal obrovské bohatství vypleněním Starého letního paláce v Pekingu, se zdá být nepodložené.[zdroj?] V roce 1865 byl jmenován velitelem IV. armádního sboru v Lyonu.
Ve francouzsko-pruské válce v roce 1870 mu nebylo svěřeno velení v poli, ale po sérii francouzských válečných neúspěchů byl císařovnou-regentkou Evžénií jmenován ministrem války a zároveň předsedou vlády (10. srpna). Ihned navýšil počty vojáků u Châlons na 140 000 mužů, vytvořil tři nové armádní sbory, 33 nových pluků a mobilizoval 100 000 národních gardistů. Pojal myšlenku vyslat armádu od Châlonu, aby posílila blokádu Met. Plán závisel na přesnosti a rychlosti, které však armáda již nebyla schopna. Operace tak skončila katastrofou u Sedanu, kde bylo zajato 100 tisíc Francouzů včetně císaře Napoleona III. Po císařově kapitulaci byla Montaubanovi nabídnuta diktatura, ale ten odmítl a navrhl zřídit radu národní obrany. Ještě než se mohl tento plán plně realizovat, vypukla republikánská revoluce, před níž Montauban uprchl do Belgie. V roce 1871 vystoupil před parlamentní vyšetřovací komisí.